# Фільмографія Меріл Стріп

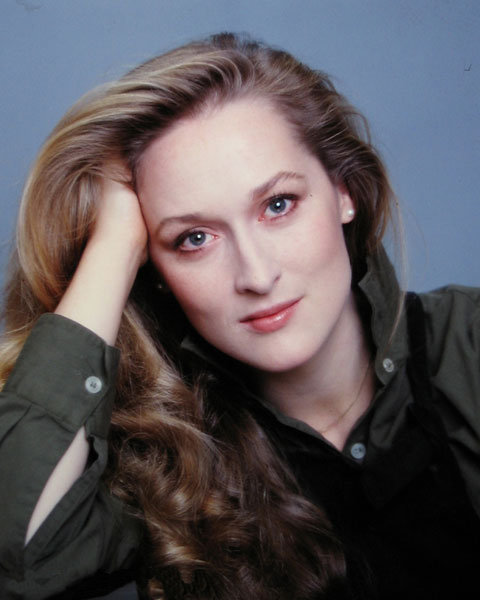
Стріп наприкінці 1970-х

Меріл Стріп (англ. Meryl Streep) — відома американська акторка з обширною кар'єрою в кіно, театрі та на телебаченні. Її професійний дебют відбувся в постановці Джозефа Паппа «Трелоні з Велзу» у Громадському театрі в 1975 році. Зігравши ще в декількох постановках в 1970-х Стріп була номінована на премію Тоні за її роль в п'єсі «27 вагонів бавовни» (1976). В 1977 році знялась в телефільмі «Найсмертоносніший сезон» і дебютувала в кіно зігравши невелику роль у фільмі «Джулія». Роль другого плану у військовій драмі «Мисливець на оленів» (1978) стала проривом для Стріп; за цю роль акторка отримала свою першу номінацію на премію Оскар. Вона здобула Оскар наступного року за роль проблемної дружини у касовій драмі «Крамер проти Крамера» (1979). В 1978 році Стріп зіграла німкеню, що вийшла заміж за єврея у часи Третього Рейху в телевізійному мінісеріалі «Голокост», за що отримала премію «Еммі».
У 1980-х роках Стріп зарекомендувала себе як провідна голлівудська акторка. Вона виконала подвійну роль в драмі «Жінка французького лейтенанта» (1981) і зіграла польку, що пережила Голокост у фільмі «Вибір Софії» (1982), здобувши завдяки цьому виконанню премію «Оскар» за найкращу жіночу роль. Стріп зіграла Карен Сілквуд в драмі Майка Ніколса «Сілквуд» (1983) і знялась в фінансово найуспішнішій картині десятиліття — романтичній драмі «З Африки» (1985), де зіграла роль данської письменниці Карен Бліксен. Після 1985 року кар'єра Стріп пережила період відсносного спаду, акторку критикували через її схильність до мелодраматичних ролей. На критику не повпливали її спроби зніматися в комерційних комедіях, фільмах, які пародіювали жіночу красу та старіння: «Дияволиця» (1989) і «Смерть їй личить» (1992).
В 1995 році Стріп знялась в ролі нещасливої дружини у кінокартині «Мости округу Медісон», яка стала її найбільшим професійним і комерційним успіхом десятиліття. Незважаючи на те, що драми кінця 1990-х, де знімалась Стріп, були по-різному сприйняті публікою, її акторську гру було високо оцінено за виконання ролі хворої на рак пацієнтки в фільмі «Справжні цінності» (1998). Стріп отримала гучні ролі в фільмах 2002 року «Адаптація» та «Години» і здобула другу премію Еммі за телевізійний мінісеріал «Ангели в Америці» роком пізніше, хоч їй не вдалося повторити свій попередній успіх. Ситуація змінилась в 2006 році з роллю безжалісної редакторки модного журналу в комедійній драмі «Диявол носить Прада», за яку Стріп було номіновано на Оскар. Цей успіх пізнього періоду призвів до появи акторки в головних ролях кількох резонансних фільмів, зокрема в романтичній комедії «Мамма Міа!» (2008), яка зібрала 609 мільйонів доларів США (2008) і стала найкасовішою картиною в її кар'єрі і комедійній драмі «Джулі та Джулія» (2009), де вона зіграла Джулію Чайлд. Ці ролі повернули зірковий статус Стріп у Голлівуді. Її виконання Маргарет Тетчер в байопіку «Залізна леді» (2011) принесло їй ще одну премію Оскар за найкращу жіночу роль. Головна роль Кетрін Грем в драмі 2017 року «Секретне досьє» стала 21-ою номінацією Стріп на Оскар — абсолютний рекорд серед акторів та акторок в історії премії.

## Кіно

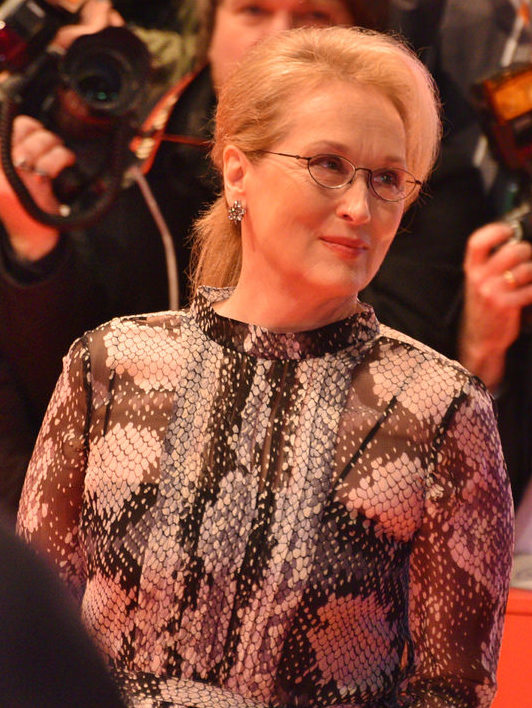
Стріп на Берлінському міжнародному кінофестивалі 2016 року

| Рік  | Назва українською                                 | Оригінальна назва                                    | Роль                                | Примітки                                        | Джерело         |
| ---- | ------------------------------------------------- | ---------------------------------------------------- | ----------------------------------- | ----------------------------------------------- | --------------- |
| 1977 | Джулія                                            | Julia                                                | Анна Марі                           |                                                 | [ 29 ]          |
| 1978 | Мисливець на оленів                               | The Deer Hunter                                      | Лінда                               |                                                 | [ 30 ]          |
| 1979 | Мангеттен                                         | Manhattan                                            | Джил                                |                                                 | [ 31 ]          |
| 1979 | Зваблення Джо Тайнена                             | The Seduction of Joe Tynan                           | Карен Трейнор                       |                                                 | [ 32 ]          |
| 1979 | Крамер проти Крамера                              | Kramer vs. Kramer                                    | Джоанна Крамер                      |                                                 | [ 33 ]          |
| 1981 | Жінка французького лейтенанта                     | The French Lieutenant's Woman                        | Сара/Анна                           |                                                 | [ 34 ]          |
| 1982 | У нічній тиші                                     | Still of the Night                                   | Брук Рейнольдз                      |                                                 | [ 35 ]          |
| 1982 | Вибір Софії                                       | Sophie's Choice                                      | Софія Завістовська                  |                                                 | [ 36 ]          |
| 1983 | Сілквуд                                           | Silkwood                                             | Карен Сілквуд                       |                                                 | [ 37 ]          |
| 1984 | Закохані                                          | Falling in Love                                      | Моллі Ґілмор                        |                                                 | [ 38 ]          |
| 1985 | Неспокійне серце                                  | Plenty                                               | Сьюзен Траерн                       |                                                 | [ 39 ]          |
| 1985 | З Африки                                          | Out of Africa                                        | Карен Бліксен                       |                                                 | [ 40 ]          |
| 1986 | Ревнощі                                           | Heartburn                                            | Рейчел Семстат                      |                                                 | [ 41 ]          |
| 1987 | Будяк                                             | Ironweed                                             | Хелен Арчер                         |                                                 | [ 42 ]          |
| 1988 | Крик у темряві                                    | Cry in the Dark                                      | Лінді Чемберлен                     | Інша назва — «Злі ангели» (Evil Angels)         | [ 43 ]          |
| 1989 | Дияволиця                                         | She-Devil                                            | Мері Фішер                          |                                                 | [ 44 ]          |
| 1990 | Листівки з краю безодні                           | Postcards from the Edge                              | Сьюзен Вейл                         |                                                 | [ 45 ]          |
| 1991 | Заради іншого життя                               | Defending Your Life                                  | Джулія                              |                                                 | [ 46 ]          |
| 1991 | Народжені в Америці: Семирічні                    | Age 7 in America                                     | Оповідачка                          | Документальний фільм                            | [ 47 ]          |
| 1992 | Смерть їй личить                                  | Death Becomes Her                                    | Медлін Ештон                        |                                                 | [ 48 ]          |
| 1993 | Будинок духів                                     | The House of the Spirits                             | Клара                               |                                                 | [ 49 ]          |
| 1994 | Дика річка                                        | The River Wild                                       | Гейл Гартман                        |                                                 | [ 50 ]          |
| 1995 | Живий океан                                       | The Living Sea                                       | Оповідачка                          | Документальний фільм                            | [ 51 ]          |
| 1995 | Мости округу Медісон                              | The Bridges of Madison County                        | Франческа Джонсон                   |                                                 | [ 17 ]          |
| 1996 | До і після                                        | Before and After                                     | Керолін Райан                       |                                                 | [ 49 ]          |
| 1996 | Кімната Марвіна                                   | Marvin's Room                                        | Лі                                  |                                                 | [ 52 ]          |
| 1998 | Танці під час Лунази                              | Dancing at Lughnasa                                  | Кейт Манді                          |                                                 | [ 53 ]          |
| 1998 | Справжні цінності                                 | One True Thing                                       | Кейт Галден                         |                                                 | [ 54 ]          |
| 1999 | Музика серця                                      | Music of the Heart                                   | Роберта Гаспарі                     |                                                 | [ 55 ]          |
| 1999 | Історія Гіневри                                   | Ginevra's Story                                      | Оповідачка                          | Документальний фільм                            | [ 56 ]          |
| 2001 | Штучний розум                                     | A.I. Artificial Intelligence                         | Блакитна Фея                        | Озвучування                                     | [ 57 ]          |
| 2002 | Адаптація                                         | Adaptation.                                          | Сьюзен Орлеан                       |                                                 | [ 58 ]          |
| 2002 | Години                                            | The Hours                                            | Кларисса Воган                      |                                                 | [ 59 ]          |
| 2003 | Stuck on You                                      | Stuck on You                                         | Себе                                | Камео без вказання в титрах                     | [ 60 ]          |
| 2004 | Маньчжурський кандидат                            | The Manchurian Candidate                             | Елеанор Шоу                         |                                                 | [ 61 ]          |
| 2004 | Лемоні Снікет: 33 нещастя                         | Lemony Snicket's A Series of Unfortunate Events      | Тітка Жозефіна                      |                                                 | [ 62 ]          |
| 2005 | Мій найкращий коханець                            | Prime                                                | Ліза Метцґер, психотерапевт         |                                                 | [ 63 ]          |
| 2005 |                                                   | Stolen Childhoods                                    | Оповідачка                          | Документальний фільм                            | [ 64 ]          |
| 2006 | Компаньйони                                       | A Prairie Home Companion                             | Йоланда Джонсон                     |                                                 | [ 65 ]          |
| 2006 | Музика серця                                      | The Music of Regret                                  | Жінка                               | Короткометражка                                 | [ 66 ]          |
| 2006 | Ураган на Байу                                    | Hurricane on the Bayou                               | Оповідачка                          | Короткометражний документальний фільм           |                 |
| 2006 | Диявол носить «Прада»                             | The Devil Wears Prada                                | Міранда Прістлі, головна редакторка |                                                 | [ 67 ]          |
| 2006 | Лихо мурашине                                     | The Ant Bully                                        | Королева мурах                      | Озвучування; Анімаційний фільм                  | [ 68 ]          |
| 2007 | Чорна матерія                                     | Dark Matter                                          | Джоанна Сілвер                      |                                                 | [ 69 ]          |
| 2007 | Вечір                                             | Evening                                              | Ліла Рос                            |                                                 | [ 70 ]          |
| 2007 | Версія                                            | Rendition                                            | Коррін Вітмен                       |                                                 | [ 71 ]          |
| 2007 | Леви для ягнят                                    | Lions for Lambs                                      | Жанін Рот                           |                                                 | [ 72 ]          |
| 2008 | Мамма Міа!                                        | Mamma Mia!                                           | Донна                               |                                                 | [ 73 ]          |
| 2008 | Сумнів                                            | Doubt                                                | сестра Елозіус Бьюв'єр              |                                                 | [ 74 ]          |
| 2009 | Джулі та Джулія                                   | Julie & Julia                                        | Джулія Чайлд                        |                                                 | [ 75 ]          |
| 2009 | Незрівнянний містер Фокс                          | Fantastic Mr. Fox                                    | Місіс Фокс                          | Озвучування; Анімаційний фільм                  | [ 76 ]          |
| 2009 | Як усе заплутано                                  | It's Complicated                                     | Джейн                               |                                                 | [ 77 ]          |
| 2010 | Абракадабра! Або В житті повинно бути щось більше | Higglety Pigglety Pop! or There Must Be More to Life | Дженні                              | Озвучування; Короткометражний фільм             | [ 78 ]          |
| 2011 | Залізна леді                                      | The Iron Lady                                        | Маргарет Тетчер                     |                                                 | [ 79 ]          |
| 2012 | Арктика 3D                                        | To the Arctic 3D                                     | Оповідачка                          | Документальний фільм                            | [ 80 ]          |
| 2012 | Весняні надії                                     | Hope Springs                                         | Кей Соумс                           |                                                 | [ 81 ]          |
| 2013 | Крила життя                                       | Wings of Life                                        | Оповідачка                          | Документальний фільм                            | [ 82 ]          |
| 2013 | Жіноче сходження                                  | Girl Rising                                          | Оповідачка                          | Документальний фільм                            | [ 83 ]          |
| 2013 |                                                   | A Fierce Green Fire                                  | Оповідачка                          | Документальний фільм                            | [ 84 ]          |
| 2013 |                                                   | Out of Print                                         | Оповідачка                          | Документальний фільм                            | [ 85 ]          |
| 2013 | Серпень: Графство Осейдж                          | August: Osage County                                 | Віолета Вестон                      |                                                 | [ 86 ]          |
| 2014 | Посвячений                                        | The Giver                                            | Головна Старійшина                  |                                                 | [ 87 ]          |
| 2014 | Місцевий                                          | The Homesman                                         | Алта Картер                         |                                                 | [ 88 ]          |
| 2014 | У темному-темному лісі                            | Into the Woods                                       | Відьма                              |                                                 | [ 89 ]          |
| 2015 | Рікі і Флеш                                       | Ricki and the Flash                                  | Рікі                                |                                                 | [ 90 ]          |
| 2015 | Суфражистка                                       | Suffragette                                          | Еммелін Панкгерст                   |                                                 | [ 91 ]          |
| 2015 | Кричіть: Голод! Голод!                            | Shout Gladi Gladi                                    | Оповідачка                          | Документальний фільм                            | [ 92 ]          |
| 2016 | Флоренс Фостер Дженкінс                           | Florence Foster Jenkins                              | Флоренс Фостер Дженкінс             |                                                 | [ 93 ]          |
| 2017 |                                                   | We Rise                                              | Оповідачка                          | Документальний фільм                            | [ 94 ]          |
| 2017 |                                                   | Little Door Gods                                     | Оповідачка                          | Озвучування (англійська версія)                 | [ 95 ]          |
| 2017 | Секретне досьє                                    | The Post                                             | Кей Грем                            |                                                 | [ 96 ]          |
| 2018 | Мамма Міа! 2                                      | Mamma Mia! Here We Go Again                          | Донна                               |                                                 | [ 97 ]          |
| 2018 | Це все міняє                                      | This Changes Everything                              | Себе                                | Документальний фільм                            | [ 98 ]          |
| 2018 | Мері Поппінс повертається                         | Mary Poppins Returns                                 | Топсі                               |                                                 | [ 99 ]          |
| 2019 | Ландромат                                         | The Laundromat                                       | Еллен Мартін / Елена / себе         |                                                 | [ 100 ]         |
| 2019 | Маленькі жінки                                    | Little Women                                         | Тітка Марч                          |                                                 | [ 101 ]         |
| 2020 | Тут наш дім: Нотатки про життя на Землі           | Here We Are: Notes for Living on Planet Earth        | Оповідачка                          | Озвучування; Короткометражний анімаційний фільм | [ 102 ]         |
| 2020 | Випускний                                         | The Prom                                             | Ді Ді Аллен                         |                                                 | [ 103 ]         |
| 2020 | Нехай говорять                                    | Let Them All Talk                                    | Еліс Г'юз                           |                                                 | [ 104 ]         |
| 2021 | Не дивіться вгору                                 | Don't Look Up                                        | Президент Джені Орлеан              |                                                 | [ 105 ]         |
| 2022 |                                                   | Sell/Buy/Date                                        | Н/Д                                 | Виконавчий продюсер                             | [ 106 ] [ 107 ] |
| 2026 | Диявол носить «Прада» 2                           | The Devil Wears Prada 2                              | Міранда Прістлі                     |                                                 |                 |
| 2026 | Нарнія: Небіж чаклуна                             | Narnia: The Magician's Nephew                        | лев Аслан                           | Озвучування                                     |                 |

## Телебачення
| Рік       | Назва українською          | Оригінальна назва              | Роль                                                     | Примітки                                                       | Джерело         |
| --------- | -------------------------- | ------------------------------ | -------------------------------------------------------- | -------------------------------------------------------------- | --------------- |
| 1976      | Усі люблять карусель       | Everybody Rides the Carousel   | Закохана                                                 | Озвучування, анімаційний фільм                                 | [ 108 ]         |
| 1977      | Найсмертоносніший сезон    | The Deadliest Season           | Шерон Міллер                                             | Телефільм                                                      | [ 109 ]         |
| 1977–1979 | Великі вистави             | Great Performances             | Едіт Варні / Лейла                                       | Епізод: «Secret Service» / Епізод: «Uncommon Women and Others» | [ 109 ]         |
| 1978      | Голокост                   | Holocaust                      | Інга Гелмс Вайс                                          | Мінісеріал, 4 епізоди                                          | [ 109 ]         |
| 1981      | Поцілуй мене, Петруччо     | Kiss Me, Petruchio             | Кетрін                                                   | Документальний телефільм                                       | [ 109 ]         |
| 1982      | Аліса в палаці             | Alice at the Palace            | Аліса                                                    | Телефільм                                                      | [ 110 ]         |
| 1990      |                            | The Earth Day Special          | Небайдужа громадянка                                     | Телевізійний спецвипуск                                        | [ 111 ]         |
| 1994      | Сімпсони                   | The Simpsons                   | Джессіка Лавджой                                         | Епізод: «Bart's Girlfriend»                                    | [ 112 ]         |
| 1997      | Не нашкодь                 | …First Do No Harm              | Лорі Реймюллер                                           | Телефільм; продюсер                                            | [ 49 ]          |
| 1999      | Король гори                | King of the Hill               | тітка Есме                                               | Озвучування; Епізод: «A Beer Can Named Desire»                 | [ 113 ]         |
| 2003      | Ангели в Америці           | Angels in America              | Ханна Пітт / Етель Розенберг / Ребе / Ангел Австралія    | Мінісеріал, 6 епізодів                                         | [ 114 ]         |
| 2003      |                            | Freedom: A History of US       | Ебігейль Адамс / Мері Істі / Мері Гарріс / Маргарет Сміт | Документальний серіал, 4 епізоди                               | [ 114 ] [ 115 ] |
| 2007      |                            | Ocean Voyagers                 | Оповідачка                                               | Документальний телефільм                                       | [ 116 ]         |
| 2010–2012 | Вебтерапія                 | Web Therapy                    | Камілла Боунер                                           | Вебсеріал, 5 епізодів                                          | [ 77 ]          |
| 2013      |                            | Makers: Women Who Make America | Оповідачка                                               | Документальний мінісеріал; 3 епізоди                           | [ 117 ]         |
| 2014      | Рузвельти: Інтимна історія | The Roosevelts                 | Елеонора Рузвельт                                        | Озвучування; документальний мінісеріал; 7 епізодів             | [ 118 ]         |
| 2017      | П'ятеро повернулися додому | Five Came Back                 | Оповідачка                                               | Netflix; документальний мінісеріал; 3 епізоди                  | [ 119 ]         |
| 2019      | Велика маленька брехня     | Big Little Lies                | Мері Луїза Райт                                          | Телесеріал, 7 епізодів                                         | [ 120 ]         |
| 2023      | Екстраполяції              | Extrapolations                 | Єва Ширер                                                | Телесеріал; Епізод: «2046: Падіння китів»                      | [ 121 ]         |
| 2023      | Вбивства в одній будівлі   | Only Murders in the Building   | Лоретта Деркін                                           | Телесеріал; 3 сезон                                            |                 |

## Театр
| Рік       | Постановка                                  | Оригінальна назва                                | Роль                     | Театр                             | Джерело                 |
| --------- | ------------------------------------------- | ------------------------------------------------ | ------------------------ | --------------------------------- | ----------------------- |
| 1975      | Трелоні з Велзу                             | Trelawny of the 'Wells'                          | міс Імоджен Перротт      | Театр Вів'єн Бомон                | [ 122 ]                 |
| 1976      | Спогад про два понеділки 27 вагонів бавовни | A Memory of Two Mondays 27 Wagons Full of Cotton | Патриція Флора Мейган    | Театр Плейхаус                    | [ 123 ]                 |
| 1976      | Таємна служба                               | Secret Service                                   | Едіт Варні               | Театр Плейхаус                    | [ 124 ]                 |
| 1976      | Генріх V                                    | Henry V                                          | Катерина Валуа           | Театр Делакорт                    | [ 125 ] [ 126 ]         |
| 1976      | Міра за міру                                | Measure for Measure                              | Ізабелла                 | Театр Делакорт                    | [ 125 ] [ 127 ] [ 128 ] |
| 1977      | Вишневий сад                                | The Cherry Orchard                               | Дуняша                   | Театр Вів'єн Бомон                | [ 129 ] [ 130 ]         |
| 1977      |                                             | Happy End                                        | Лейтенант Ліліан Голідей | Театр Ель-Гіршфельд               | [ 131 ]                 |
| 1978      | Приборкання норовливої                      | The Taming of the Shrew                          | Кейт Мінола              | Театр Делакорт                    | [ 125 ] [ 132 ]         |
| 1979      |                                             | Taken in Marriage                                | Андреа                   | Публічний театр ім. Джозефа Паппа | [ 125 ] [ 133 ]         |
| 1980–1981 |                                             | Alice in Concert                                 | Аліса                    | Публічний театр ім. Джозефа Паппа | [ 125 ] [ 134 ]         |
| 2001      | Чайка                                       | The Seagull                                      | Ірина Аркадіна           | Театр Делакорт                    | [ 135 ]                 |
| 2004      | Міст і тунель                               | Bridge and Tunnel                                |                          | Театр Блікер-стріт                | [ 125 ] [ 136 ]         |
| 2006      | Матінка Кураж та її діти                    | Mother Courage and Her Children                  | Матінка Кураж            | Театр Делакорт                    | [ 137 ]                 |